# Nigerianischer Graumull
Der Nigerianische Graumull, auch Fox-Graumull, (Fukomys foxi, Syn.: Cryptomys foxi) ist eine Art der Graumulle (Fukomys) innerhalb der Sandgräber (Bathyergidae), die vor allem an die unterirdische und grabende Lebensweise angepasst ist. Die Art kommt in Höhenlagen über 1000 Metern vor und ist bislang nur vom Jos-Plateau nahe Panyam, Nigeria, und aus Ngaoundéré in Kamerun dokumentiert.

## Merkmale
Der Nigerianische Graumull ist ein mittelgroßer Graumull und erreicht eine Kopf-Rumpf-Länge von etwa 13,5 bis 15,9 Zentimetern in Nigeria und von etwa 16,1 bis 19,1 Zentimetern in Kamerun. Der sehr kurze Schwanz wird etwa 11 bis 17 Millimeter bzw. 16 bis 25 Millimeter lang, die Hinterfußlänge beträgt 26 bis 31 bzw. 30 bis 36 Millimeter. Ein Sexualdimorphismus ist nur leicht ausgeprägt, die Männchen sind etwas größer als die Weibchen. Die Rücken- und Bauchfärbung der Tiere ist sepiafarben braun, teilweise mit weißen Flecken am Kopf und am Körper. Das Fell ist sehr kurz, weich und seidig. Der Kopf ist abgestumpft mit einem weißen, halbkreisförmigen Fleck. Die zu kräftigen Nagezähnen ausgebildeten Schneidezähne reichen aus dem Kiefer heraus und sind äußerlich vor den Lippen erkennbar. Die Fühlhaare des Kopfes sind lang, die Augen sind sehr klein und Ohrmuscheln fehlen. Die Beine sind kurz, die Füße rosafarben und nackt. Der Schwanz ist sehr kurz und beträgt nur etwa 8 Prozent der Kopf-Rumpf-Länge, er ist mit starren Borsten ausgestattet.
Die Schädellänge beträgt 39,3 bis 43,0 Millimeter bei Exemplaren aus Nigeria und 42,0 bis 48,4 Millimeter bei Exemplaren aus Kamerun, an der breitesten Stelle ist der Schädel 25,7 bis 30,0 Millimeter bzw. 28,7 bis 33,1 Millimeter breit. Die breiteste Stelle der Nasenbeine liegt im vorderen Bereich. Das Infraorbitalfenster (Foramen infraorbitale) ist bei dieser Art tropfenförmig und hat einen Durchmesser von 1,5 bis 2 Millimetern. Die oberen Schneidezähne sind nicht gefurcht und mit einer Breite von etwa 2,4 Millimetern vergleichsweise schmal. Die oberen Molaren sind mit einer Länge von 7,2 bis 8,3 Millimetern vergleichsweise kurz.
Der teilweise sympatrisch vorkommende Ghana-Graumull (Fukomys zechi) besitzt eine blasszimtfarbene Fellfarbe und ist im Durchschnitt etwas größer. Weitere Unterscheidungsmerkmale sind die etwas breiteren Schneidezähne, die längeren oberen Molaren und die Form der Nasenbeine. Der Nigerianische Graumull hat einen Chromosomensatz von 2n = 66 oder 2n = 70 Chromosomen.

## Verbreitung
Der Nigerianische Graumull kommt in Höhenlagen über 1000 Metern vor und ist bislang nur vom Jos-Plateau nahe Panyam, Nigeria, und aus Ngaoundéré in Kamerun dokumentiert.

## Lebensweise
Über die Lebensweise der Art liegen nur sehr wenige bis gar keine Informationen vor. Die Fundorte liegen typischerweise in trockenen Grassteppen mit wenig Vegetation, steinigen Flächen und Flusswäldern. Wie andere Graumulle lebt auch diese Art weitgehend unterirdisch in Kolonien mit mehreren Tieren und gräbt Baue, die Tiere ernähren sich herbivor von Wurzeln, Knollen und anderen Pflanzenteilen. In einer Kolonie konnten zwölf Tiere gefangen werden, allerdings ist die Gesamtgröße der Kolonie nicht bekannt.

## Systematik
Der Nigerianische Graumull wird als eigenständige Art innerhalb der Gattung der Graumulle (Fukomys) eingeordnet, die aus zehn bis vierzehn Arten besteht. Die wissenschaftliche Erstbeschreibung stammt von Oldfield Thomas aus dem Jahr 1911, der die Tiere anhand von Individuen vom Jos-Plateau in Nigeria als Georychus foxi beschrieb. Die Tiere wurden teilweise dem Zentralafrikanischen Graumull (Fukomys ochraceocinereus) zugeschlagen. 2006 wurde die Gattung Cryptomys anhand von molekularbiologischen Merkmalen in zwei Gattungen aufgetrennt; der Nigerianische Graumull wurde dabei mit den meisten anderen Arten der neuen Gattung Fukomys zugeteilt, die Aufspaltung wird jedoch nicht allgemein angenommen.
Innerhalb der Art werden neben der Nominatform keine Unterarten unterschieden. Benannt wurde die Art nach Reverend George T. Fox, der in der Mission der Cambridge University arbeitete und das Typusexemplar der Art fing.

## Status, Bedrohung und Schutz
Der Nigerianische Graumull wird von der International Union for Conservation of Nature and Natural Resources (IUCN) aufgrund der wenigen verfügbaren Kenntnisse zur Verbreitung und Lebensweise mit „ungenügende Datengrundlage“ (data deficient) gelistet.

## Belege
1. 1 2 3 4 5 6 7 8 9  Nigel C. Bennett: Cryptomys foxi - Fox's Mole-Rat In: Jonathan Kingdon, David Happold, Michael Hoffmann, Thomas Butynski, Meredith Happold und Jan Kalina (Hrsg.): Mammals of Africa Volume III. Rodents, Hares and Rabbits. Bloomsbury, London 2013, S. 654–655; ISBN 978-1-4081-2253-2.
2. 1 2 3 4 5  R. L. Honeycutt: Nigerian Mole-rat - Fukomys foxi. In: Don E. Wilson, T.E. Lacher, Jr., Russell A. Mittermeier (Herausgeber): Handbook of the Mammals of the World: Lagomorphs and Rodents 1. (HMW, Band 6), Lynx Edicions, Barcelona 2016; S. 368. ISBN 978-84-941892-3-4.
3. 1 2 3  Fukomys foxi in der Roten Liste gefährdeter Arten der IUCN 2015.4. Eingestellt von: S. Maree, C. Faulkes, 2008. Abgerufen am 2. September 2016.
4. ↑  Colleen M. Ingram, Hynek Burda, Rodney L. Honeycutt: Molecular phylogenetics and taxonomy of the African mole-rats, genus Cryptomys and the new genus Coetomys Gray, 1864. Molecular Phylogenetics and Evolution 31 (3), 2004; S. 997–1014. doi:10.1016/j.ympev.2003.11.004
5. ↑  Dieter Kock, Colleen M. Ingram, Lawrence J. Frabotta, Rodney L. Honeycutt, Hynek Burda: On the nomenclature of Bathyergidae and Fukomys n. gen. (Mammalia: Rodentia). Zootaxa 1142, 2006; S. 51–55.
6. 1 2  Cryptomys foxi. In: Don E. Wilson, DeeAnn M. Reeder (Hrsg.): Mammal Species of the World. A taxonomic and geographic Reference. 2 Bände. 3. Auflage. Johns Hopkins University Press, Baltimore MD 2005, ISBN 0-8018-8221-4.
7. ↑  Bo Beolens, Michael Watkins, Michael Grayson: The Eponym Dictionary of Mammals. Johns Hopkins University Press, Baltimore MD 2009, ISBN 978-0-8018-9304-9, S. 140–141.